# Omorgus birmanicus
Omorgus birmanicus är en skalbaggsart som beskrevs av Gilbert John Arrow 1927. Omorgus birmanicus ingår i släktet Omorgus och familjen knotbaggar. Inga underarter finns listade i Catalogue of Life.